# Acacia monacantha
Acacia monacantha é uma espécie de leguminosa do gênero Acacia, pertencente à família Fabaceae.